# Die alive
«Die Alive» es el segundo sencillo del disco My Winter Storm de la cantante finesa Tarja Turunen. Fue lanzado el 7 de marzo de 2008 por Universal Music.

## Canciones
- Die Alive (Album Version)
- Die Alive (Alternative Version)
- Lost Northern Star (Ambience Sublow Mix)
- Calling Grace (Full Version)
- Die Alive (Video)

## Video
El video de la canción Die Alive es considerablemente más oscuro que su anterior video I Walk Alone, y más oscuro también que los videos que ella solía grabar con su antigua banda Nightwish.
El video toma lugar en una oscura mansión durante la noche. Comienza con la luna llena siendo tapada por nubes oscuras para luego mostrar partes de la casona, donde hay perros corriendo libremente a través de ella. Uno de ellos aparece sentado junto a Tarja que duerme sobre un colchón. Ella trata de acariciar al animal, pero este muerde su mano dejándole una herida bastante profunda. La cantante comienza a recorrer la mansión y encuentra un vestido negro que viste inmediatamente. La prenda parece sanar sus heridas de forma misteriosa. De esta forma, recorre el lugar para llegar frente a una puerta que abre y desde la cual salen varias ratas.
Los canes buscan a Tarja, que sale de la casona y comienza a cantar bajo la lluvia y entre llamas de color azulado.

## Posicionamiento en lista
| Gráfica                          | Pico de posición |
| -------------------------------- | ---------------- |
| Germany Singles Charts           | 76               |
| Czech Republic Radio Modern Rock | 11               |